# St. Laurentius (Köln-Lindenthal)

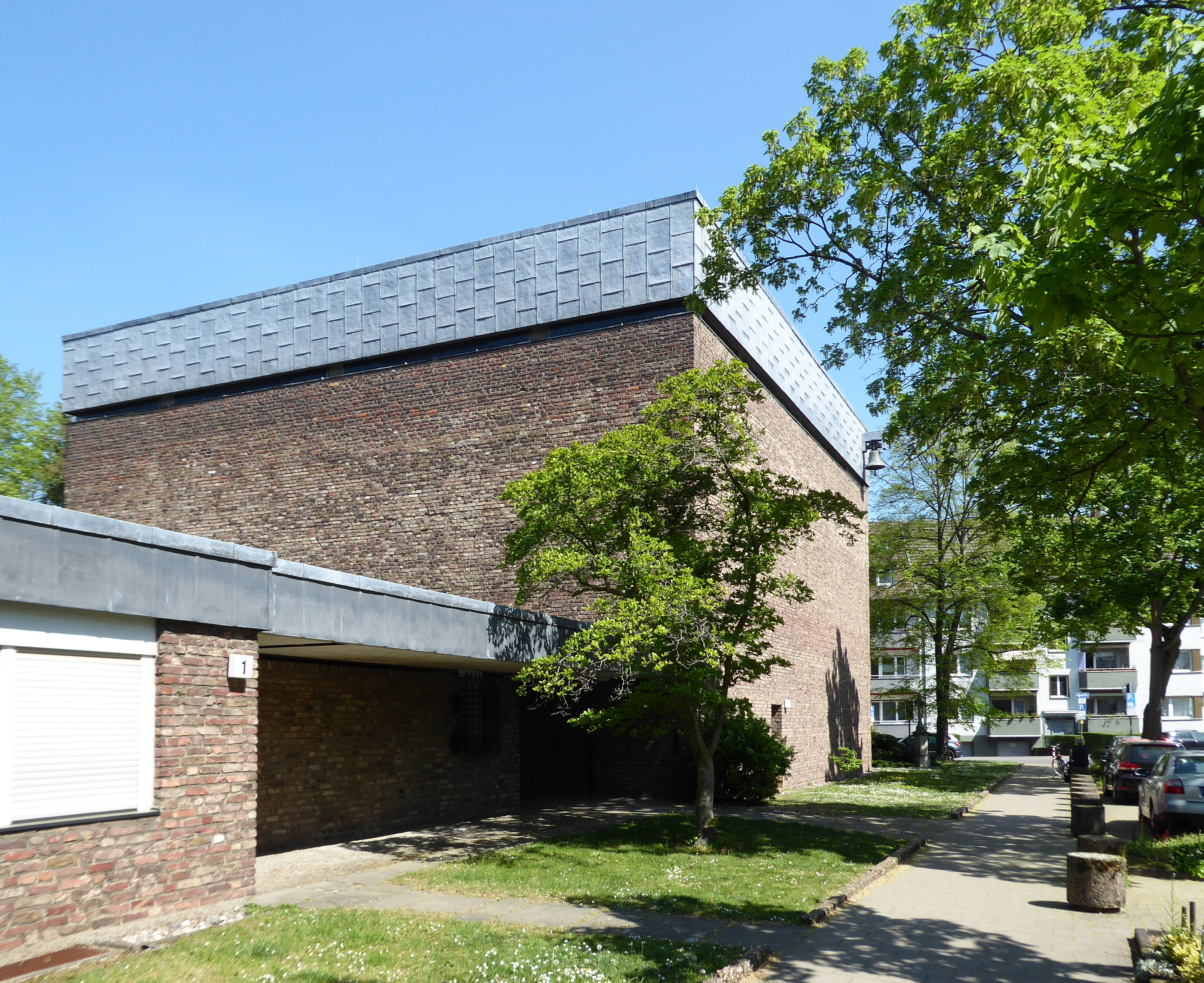
Außenseite von Südwesten (2020)

St. Laurentius ist eine ehemalige, seit 2019 profanierte katholische Pfarrkirche im Kölner Stadtteil Lindenthal, die in den Jahren 1961 bis 1962 nach Plänen des Architekten Emil Steffann erbaut wurde. Die Kirche stand unter dem Patrozinium des Heiligen Laurentius von Rom und ist seit 2001 denkmalgeschützt. 

## Geschichte
Die seit 1924 existierende Gemeinde St. Laurentius hatte lange Zeit keine eigene Pfarrkirche zur Verfügung, sondern feierte in der Kapelle des Lindenthaler Hildegardis-Krankenhauses ihre Gottesdienste. Ab 1959 änderte sich das, als der Bau einer neuen Pfarrkirche mit Pfarrzentrum vorangetrieben wurde und schließlich der Architekt Steffann mit den Entwürfen beauftragt wurde. Die Grundsteinlegung erfolgte am 28. Mai 1961, ab 4. November 1962 konnte die Kirche für gottesdienstliche Zwecke genutzt werden. Vier Jahre später, am 6. Februar 1966, nahm Weihbischof Augustinus Frotz die offizielle Weihe vor. 1967 wurde St. Laurentius mit einem der ersten Kölner Architekturpreise ausgezeichnet.
Am 17. April 2001 wurde St. Laurentius unter der Nummer 8534 in die Denkmalliste der Stadt Köln aufgenommen. In den Folgejahren des neuen Jahrtausends fusionierten in Lindenthal insgesamt vier Pfarrgemeinden, darunter St. Laurentius, zu der Pfarrgemeinde St. Stephan mit insgesamt fünf Kirchengebäuden. Da die Nutzung von St. Laurentius seit 1985 stetig nachgelassen hatte, stellte man 2014 den Antrag auf Profanierung.
Mit einem letzten Gottesdienst am 22. Oktober 2017 wurde die Kirche außer Dienst gestellt und am 13. November 2019 gemäß 1222  CIC durch Erzbischof Rainer Maria Woelki profaniert.
Im November 2016 wurde die Planung zur Umnutzung als Hörsaal von der Universität Köln öffentlich ausgeschrieben. Die Kirche war (Stand 2020) als Gebäude 157 im Lageplan der Universität enthalten.

## Baubeschreibung

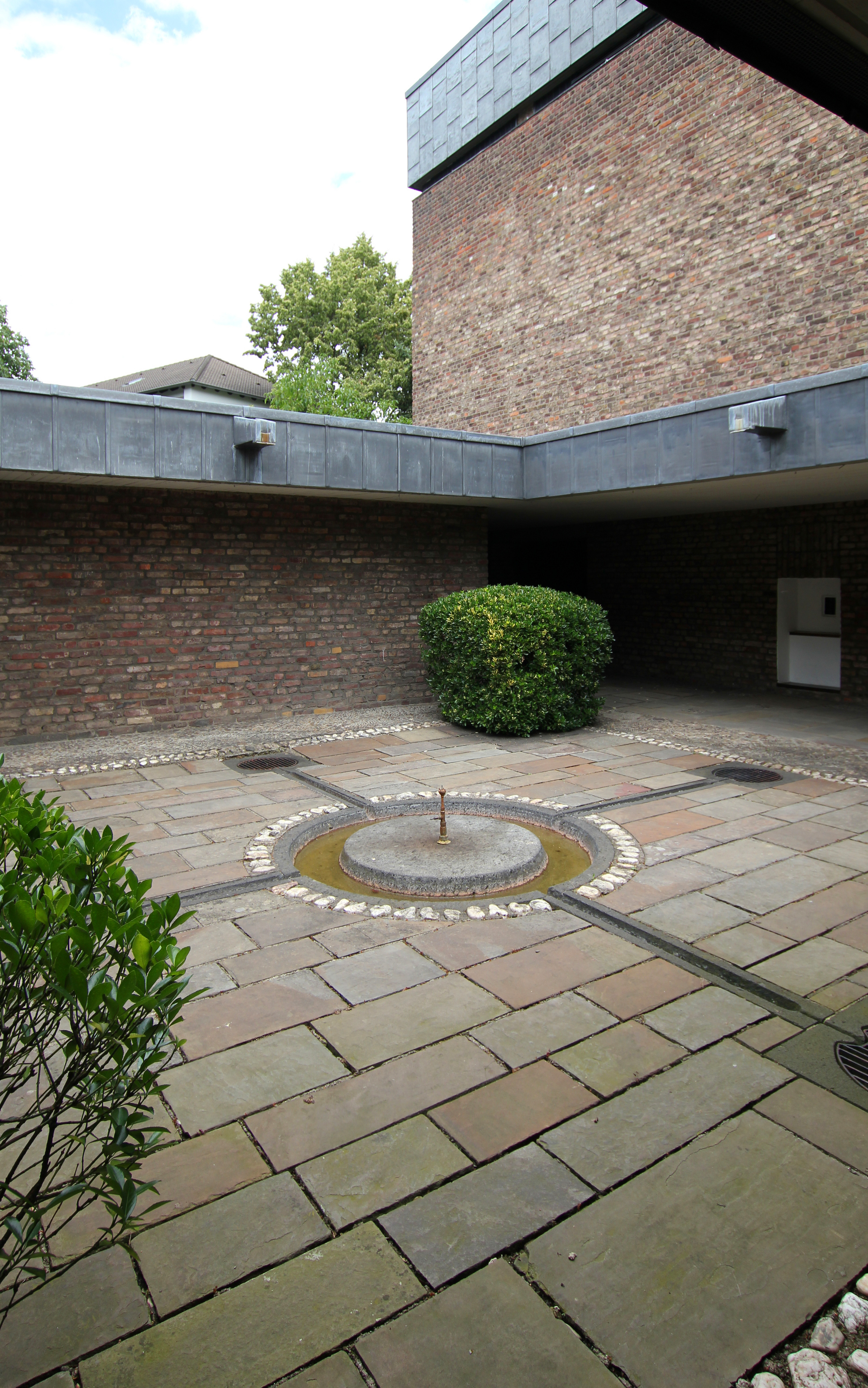
Innenhof/Atrium (2011)

Von außen ist der Kirchenbau ein sehr schlichter Kubus mit unstrukturierten, fast völlig geschlossenen Wänden aus Trümmerziegeln. Der Abschluss zum Dach ist mit Metall verkleidet, darunter verläuft auf drei Seiten eine sehr schmale Lichtfuge. Nur die einzelne Glocke, die von innen auch manuell geläutet werden kann, markiert das Gebäude als Kirche. 
Auf der Eingangsseite verbindet ein Atrium mit überdachtem Umgang die Kirche mit den Pfarrbauten. Hier liegt auch die mit der Kirche durch einen schmalen Gang verbundene Taufkapelle. Im Zentrum des Atriums ist ein Brunnen in den Boden eingelassen, dessen Wasser als Symbold der vier Paradiesströme in vier Himmelsrichtungen fließt.
Das Innere ist ein ebenso schlichter, säulenloser Saal mit unverputzten Ziegelwänden, dessen Boden sich zum leicht erhöhten Altar – an der einzigen Wand ohne Lichtfuge – hin leicht absenkt. Die eigentliche Beleuchtung des nur diffus belichteten Raums erfolgt durch einen 24-flammiger Radleuchter, der einerseits mit seiner kreisrunden Form einen Kontrast zur kubischen Raumform bildet, andererseits Gemeinde und Altarbereich räumlich verbindet. 
An der Altarwand, hinter dem Standort des Tabernakels ist ein winziges Fenster eingelassen, in dem das – so von außen sichtbare – Ewige Licht aufgestellt ist. Korrespondierend öffnet sich ein ebenso kleines Fenster an der gegenüberliegenden Wand zum Atrium. An der nördlichen Wand, direkt am Eingang, bietet eine hochgelegene Wandnische Platz für die Orgelempore. Gegenüber in der südlichen Seitenwand öffnet sich eine rechteckige Nische mit einem kleinen Marien-Andachtsort.

„Ein erster, oberflächlicher Eindruck, dass dieser kahle Backsteinwürfel von St. Laurentius doch eigentlich keine ‚richtige Kirche‘ sei, täuscht: In mehrfacher Richtungsänderung wird der Besucher über das Brunnenatrium in den wunderbare Geborgenheit ausstrahlenden Raum geführt. Nichts lenkt vom Wesentlichen ab, zu dem die Liturgiefeiernden in einem solchen Raum geführt werden.“

## Ausstattung

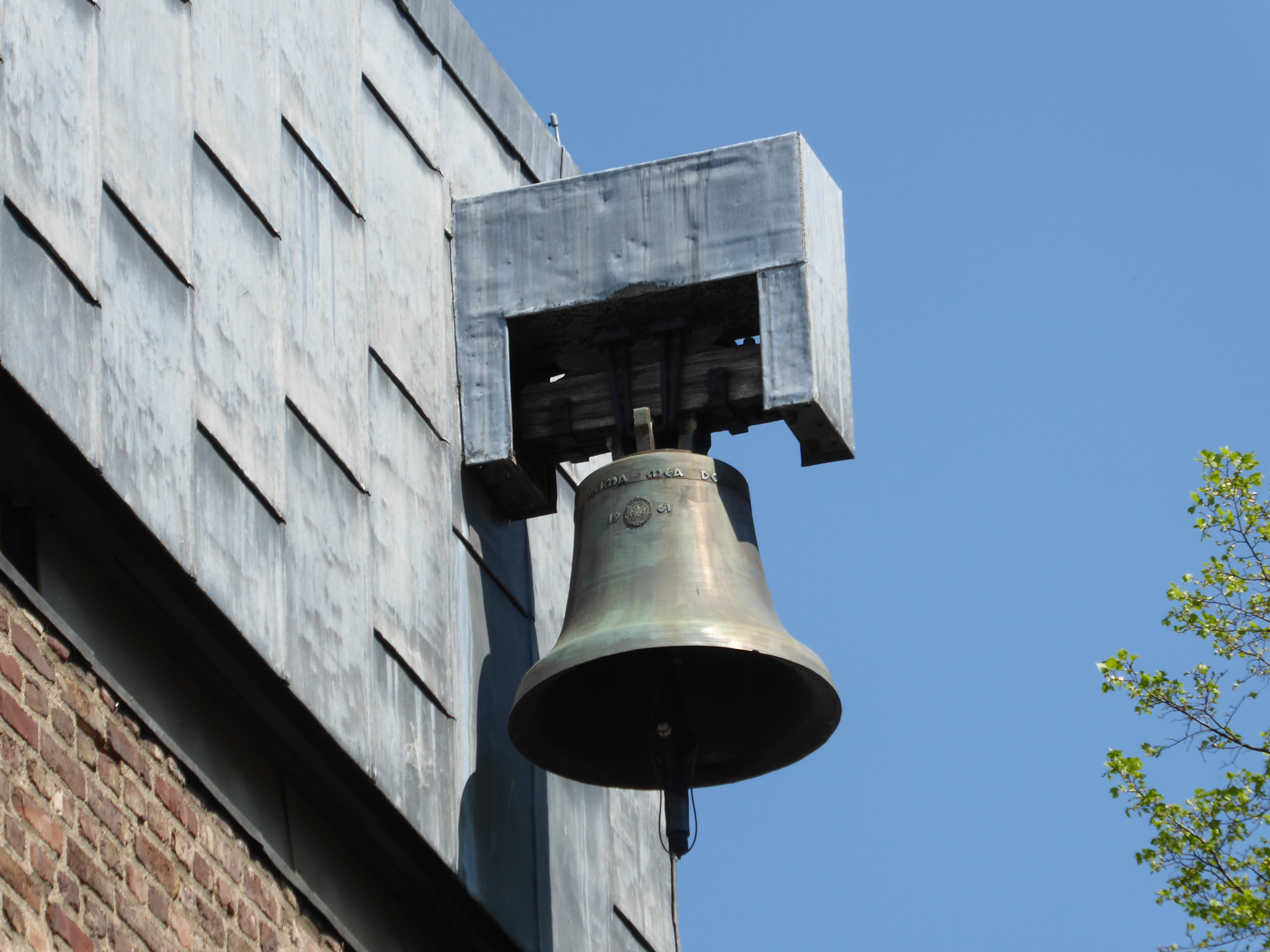
Außen angebrachte Glocke (2020)

Das Portal der Kirche ist eine Arbeit von Theo Heiermann; von Karl Otto Lüfkens stammt der große Radleuchter aus dem Jahr 1962. Die zentralen liturgischen Objekte Tabernakel, Altartisch, Ambo und Osterleuchter entwarf Klaus Balke. Älteren Datums sind das Altarkreuz aus dem 15. Jahrhundert und eine Madonnenfigur, die um 1500 im schwäbischen Raum entstand.
Den Grundstein, der den Heiligen Laurentius in seinem Martyrium zeigt, gestaltete – ebenso wie den Boden des Atriums – der Bildhauer Jochem Pechau.
An der Außenwand ist eine einzelne Glocke angebracht, die 1961 von Petit & Gebr. Edelbrock gegossen wurde und den Schlagton c2 hat.
Eine einmanualige Orgel mit 15 Registern wurde 1967 von Leo Verschueren in den Niederlanden gefertigt.